# Alexander Nix
Alexander James Ashburner Nix, V.K., 1 mei 1975, was de CEO van de voormalige databedrijven SCL Group en Cambridge Analytica. Rond het moeder- en dochterbedrijf ontstond in maart 2018 een groot schandaal wegens een massaal vermeend misbruik van Facebook-data.
Nix groeide op in Notting Hill, een district in West Londen. Hij studeerde aan het Eton College en aan de Universiteit van Manchester. Gedurende zijn studententijd was Alexender Nix lid bij HPH Claymore. Later werkte hij als financieel analist bij Baring Securities in Mexico voor Robert Fraser & Partners LLP, een consulting-bureau voor belastingen en bedrijfsfinanciën.
In 2003 verliet hij de financiële sector en trad hij in dienst van de Strategic Communication Laboratories Group, een onderneming voor gedragsonderzoek en communicatie. 
Hierna richtte hij Cambridge Analytica op om kiezers te bereiken in "meer dan 40 politieke campagnes in de V.S., Caraïben, Zuid-Amerika, Europa, Afrika en Azië".
Volgens de voormalige Cambridge Analytica-medewerker Christopher Wylie en Arron Banks van Leave.eu
deed Nix's onderneming in het voortraject een offerte voor ondersteuning van de Brexit-campagne, waaraan ook uitvoering werd gegeven. Zijn bedrijf verleende ook ondersteuning met gebruik van Facebook-data aan in eerste instantie Ted Cruz en vervolgens Donald Trump bij hun campagnes voor de Amerikaanse presidentsverkiezingen 2016.
In februari 2018 verklaarde Nix tijdens een hearing door de Britse parlementaire Commissie voor Digitale aangelegenheden, Cultuur, Media en Sport dat zijn bedrijf geen data van Facebook had ontvangen. 
Volgens verslagen in de media reageerde de voorzitter van de commissie, Damian Collins, als volgt:
"We zullen volgende week contact zoeken met Alexander Nix en hem om uitleg vragen van wat hij heeft beweerd".
Nix ontkent opzettelijke misleiding van de parlementaire commissie.
Medio maart 2018 berichtte The Guardian dat Nix zich "onbewaakt over de praktijken van zijn bedrijf" uitsprak toen hij met een verborgen camera werd gefilmd door Channel 4-nieuwsverslaggevers, die zich voor deden als toekomstige cliënten. Ook zou Cambridge Analytica pogingen in het werk gesteld hebben om de uitzending van het uit de opnamen volgende programma tegen te houden.
Nix bood “mooie Oekraïense meisjes” om een politieke tegenstander in Sri Lanka in opspraak te brengen. 
Het verborgen filmen was gepland op 19 maart als onderdeel van 30 minuten, met een vervolg de volgende dag, waarbij de focus zou liggen op de impact van Cambridge Analyticas op de Trumpcampagne.
Het gesprek zou onder andere gaan over Nix, die de indruk geeft dat chantage en omkoping tot de mogelijke  dienstverlening Cambridge Analytica behoren.
Op 20 maart 2018 maakt het bestuur van het databedrijf bekend Nix als CEO te hebben geschorst.

## Emerdata
Op 23 januari 2018 werd  Nix benoemd tot directeur van Emerdata Ltd., een nieuwe onderneming, opgericht in augustus 2017 in samenwerking met SCL Group voorzitter Julian Wheatland en Cambridge Analytica's Hoofd Data-beheer Alexander Tayler. 
Op 16 maart 2018 werden Rebekah and Jennifer Mercer eveneens tot directielid benoemd. Zij maken deel uit van de Mercer familie die eerder Cambridge Analytica financieel (met minstens $15 miljoen, volgens de New York Times) ondersteunde.
Een ander directielid van Emerdata is de Chinese zakenman Johnson Chun Shun Ko, plaatsvervangend voorzitter en uitvoerend directeur van Frontier Services Group, een privaat beveiligingsbedrijf, dat overwegend in Afrika opereert is en geleid wordt door de Amerikaanse zakenman en uitgesproken Trump-supporter Erik Prince.
Prince is vooral bekend geworden door het oprichten van de private militaire eenheid Blackwater USA, alsmede omdat hij een broer is van minister van onderwijs Betsy DeVos.